# Suma ubezpieczenia
Suma ubezpieczenia – określona w umowie ubezpieczenia kwota stanowiąca górną granicę odpowiedzialności ubezpieczyciela w umowach ubezpieczenia. Suma ubezpieczenia odnoszona jest do wartości ubezpieczeniowej. W przypadku zaistnienia wypadku ubezpieczeniowego, ubezpieczyciel nie pokrywa szkód przekraczających wartość sumy ubezpieczenia.